# Johanneskirche (Klagenfurt am Wörthersee)

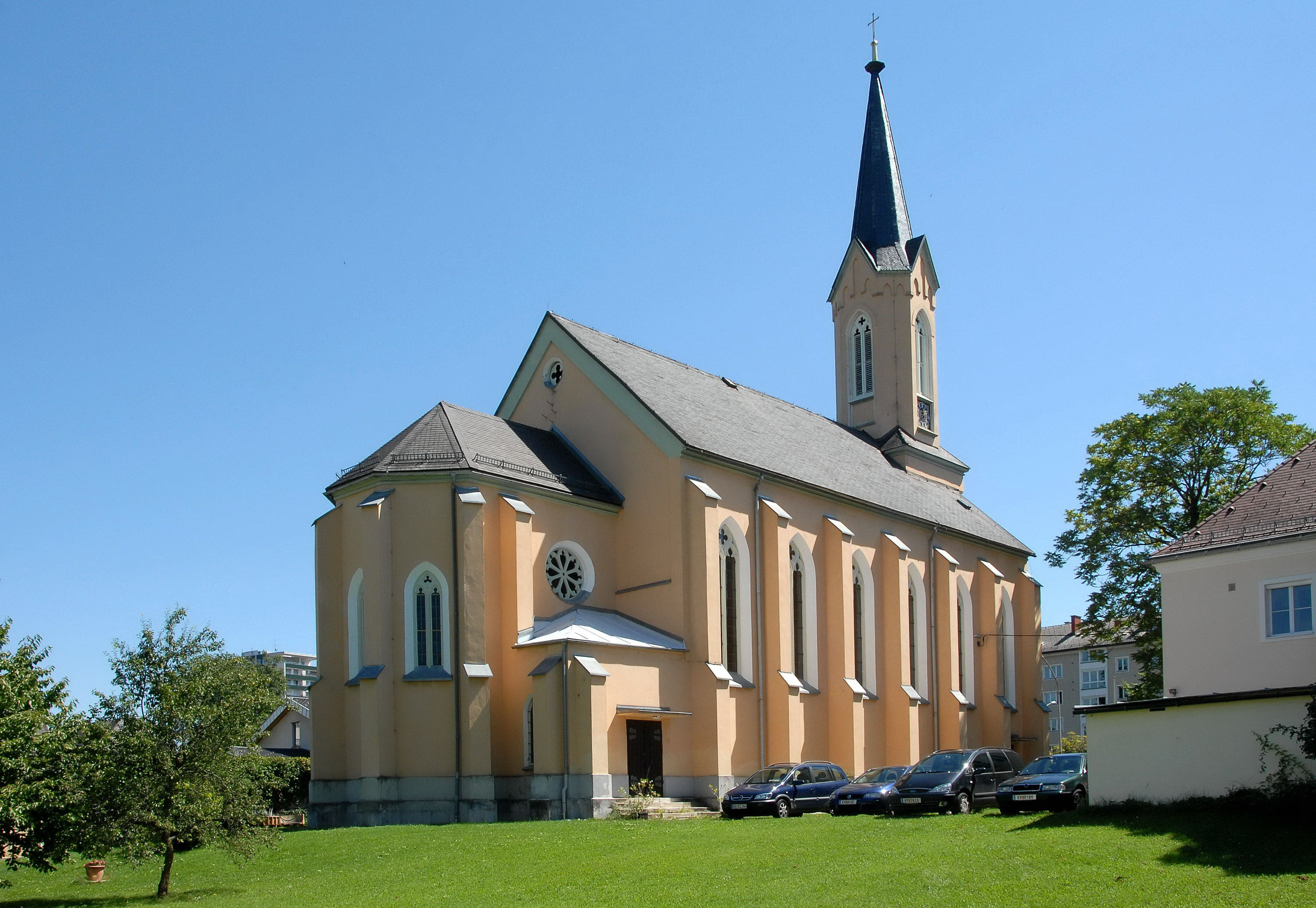
Johanneskirche am Martin-Luther-Platz Nr. 1

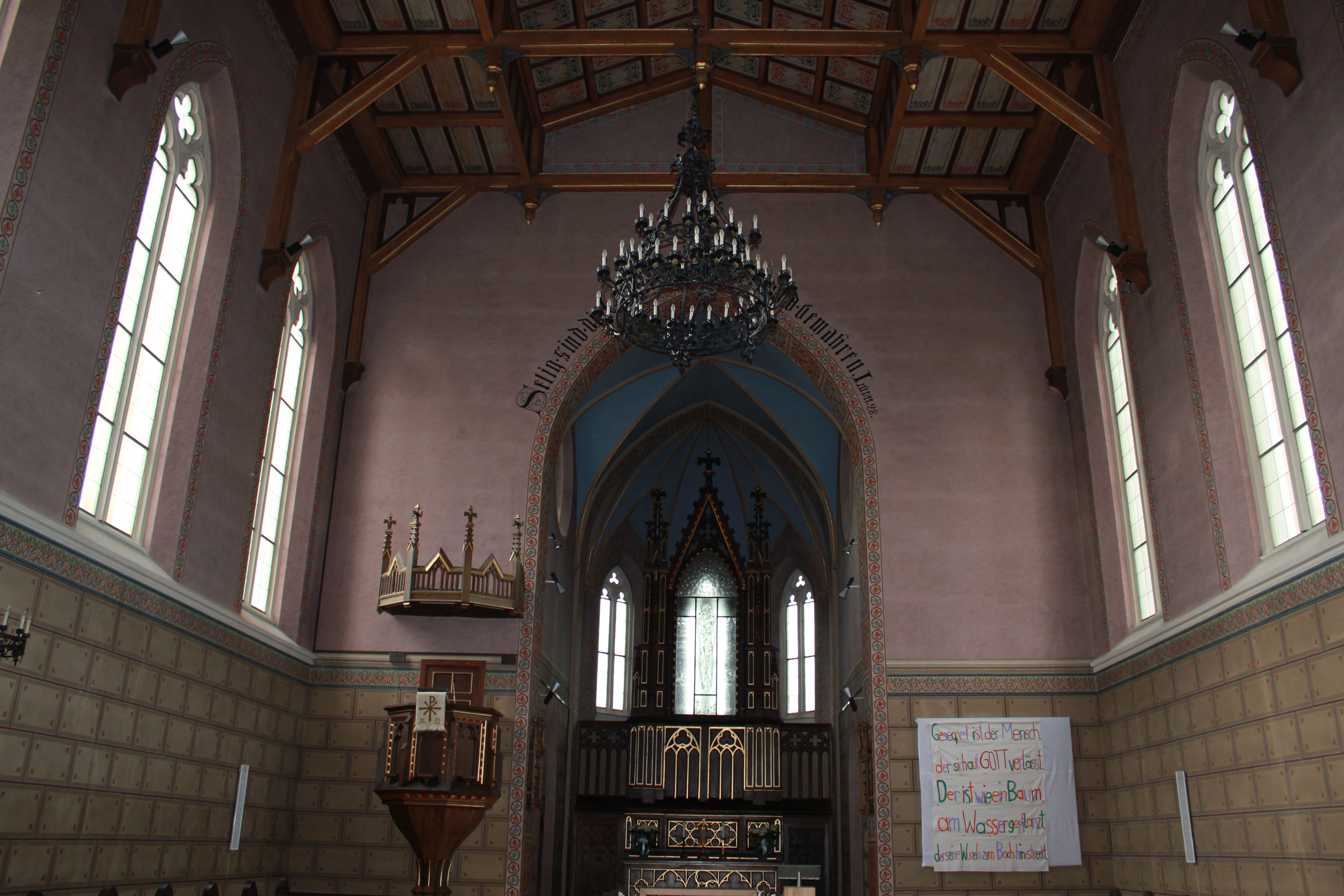
Innenansicht

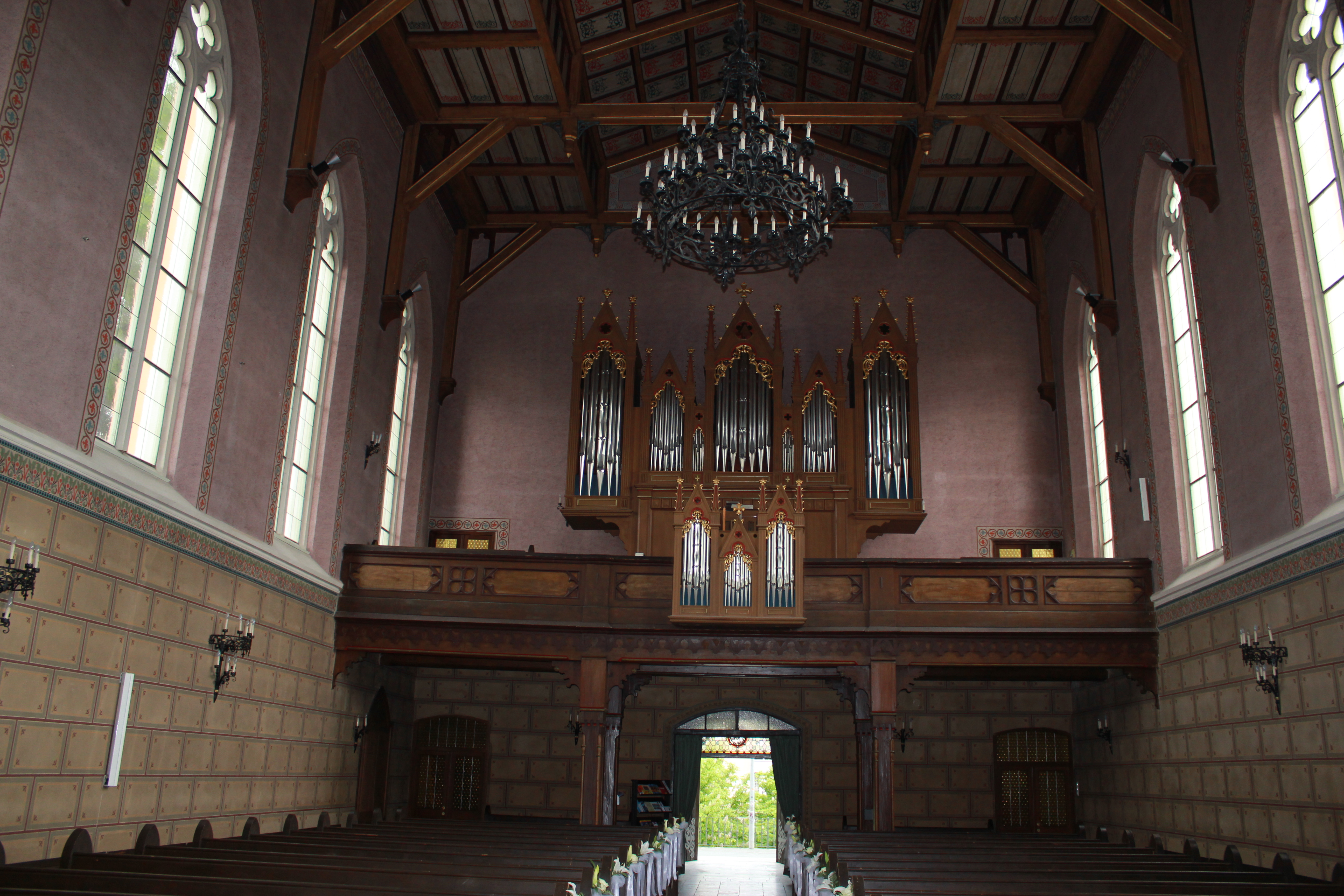
Blick zur Orgelempore

Die evangelische Johanneskirche steht am Lendkanal im Westen der Landeshauptstadt Klagenfurt am Wörthersee im Bundesland Kärnten. Die Gründung der selbständigen Pfarrgemeinde erfolgte in Klagenfurt im Jahr 1864. Das Gebiet umfasst heute den Bereich der Landeshauptstadt Klagenfurt am Wörthersee westlich der Bahnhofstraße, reicht im Süden bis zum Loiblpass und im Westen bis Maria Wörth. Mit dem Bethaus in Ferlach gibt es eine Tochterkirche. Die Zahl der Mitglieder beträgt derzeit rund 4370.

## Geschichte

### Vorgeschichte
Durch das 1781 von Kaiser Joseph II. erlassene Toleranzpatent war die Möglichkeit einer zunächst eingeschränkten Ausübung des evangelischen Glaubens auch in Kärnten gegeben. So bildeten sich kleine evangelische Gemeinden in Oberkärnten. Die Evangelischen in Unterkärnten und somit auch Klagenfurt waren vorerst dem Pastorat in Arriach zugewiesen. Dann wurden die Klagenfurter Evangelischen Eggen am Kraigerberg, einer Filialgemeinde von Gnesau, zugeordnet. Mit dem Hofkanzleidekret vom 19. Juli 1808 kam die Erlaubnis zur Einrichtung eines eigenen Pastorats in Feldkirchen, dem nunmehr auch Klagenfurt, Himmelberg, Steuerberg, Eggen am Kraigerberg und Wolfsberg angehörten. In Klagenfurt gab es im Jahre 1844 67 Evangelische. Die Filiale Klagenfurt gehörte zur Pfarrgemeinde Feldkirchen. Klagenfurt war ab 1855 ein ständiges Pfarrvikariat von Waiern-Feldkirchen.

### Errichtung
Im Jahre 1858 wurde ein Gasthaus mit Grundstück in der Linsengasse 17 aufgekauft, das zum Pfarrhaus umgestaltet wurde. Damit war ein wesentlicher Schritt zur Verselbstständigung der Pfarrgemeinde und zum Bau einer neuen Kirche gelegt. Die Grundsteinlegung einer Kirche in Klagenfurt am Lendkanal erfolgte am 30. September 1863. Diese gestaltete sich zu einem großen Fest des evangelischen Lebens, welches durch die Gegenreformation ziemlich verstummt war. Am 19. Jänner 1864 wurde die selbstständige Pfarrgemeinde in Klagenfurt gegründet und am 30. September 1866 erfolgte die Einweihung der neuen Kirche am Lendkanal.

### 20. Jahrhundert
Im Jahr 1903 wurde die Witwen- und Waisenhilfe gegründet, welche in schwierigen Situationen unterstützend wirken sollte. Ein evangelisches Töchterheim sowie ein evangelisches Studentenheim waren ein wichtiger Beitrag zum evangelischen Klagenfurt. Im Jahre 1904 wohnten in Klagenfurt 1000 evangelische Christen, wobei vor allem 355 Kircheneintritte im Zeitraum 1899 bis 1904 erfolgten. 1914 hatte die Gemeinde bereits 3000 Mitglieder. Predigtstellen sind damals neben Klagenfurt auch St. Veit (selbständig seit 1920), Völkermarkt (1954), Wolfsberg (1934), Pörtschach (1954) und Ferlach. Im Jahr 1909 erfolgte der Bau eines neuen Pfarrhauses. Die beiden Weltkriege versetzten die Gemeinde in die Situation großer Not und Sorge. Die problembelasteten Situationen, welche auch Zerstörungen der Kirche und des Pfarrhauses sowie das Einschmelzen von Glocken umfassten, konnten aber gemeistert werden.
Im Jahr 1967 wurde das Gemeindegebiet durch die große Zahl an evangelischen Christen aufgeteilt und die Evangelische Pfarrgemeinde A.u.H.B. Klagenfurt Ost, heute Christuskirche, gegründet. Die Einweihung der neuen Kirche im Osten von Klagenfurt erfolgte am 23. Mai 1968.

### Brandstiftung 2018
Am 15. September 2018 wurde unter der Empore ein Brand gelegt. Obgleich nur eine Kirchenbank Feuer fing, verursachte der Rauch erhebliche Schäden am gesamten Gebäude. Ein Tatverdächtiger wurde in der Woche darauf verhaftet. Er wird dreier weiterer Brandstiftungen verdächtigt und ist im Wesentlichen geständig. Neben dar Täterschaftsfrage stellt sich beim Verdächtigen aufgrund seiner psychischen Probleme die Frage der Schuldfähigkeit. Die Gemeinde wich während der Sanierung in die Christuskirche aus. Die Kirche wurde im Dezember 2018 wiedereröffnet.
Heute haben die beiden Evangelischen Pfarrgemeinden im Stadtbereich sowie in ländlichen Gebieten rund 7500 Mitglieder.

## Johanneskirche
Der nach Norden ausgerichtete neugotische Kirchenbau mit niedrigem eingezogenem Chor und südlichem polygonalem Fassadenturm mit Spitzhelm wurde von 1864 bis 1866 nach den Plänen des Architekten Anton Bierbaum errichtet. Die Fassade zeigt sich mit Strebepfeilern und mit Maßwerkfenstern. Kirchenschiff und Chor tragen Wandmalereien aus der Bauzeit, der offene Dachstuhl ist farblich dekoriert. Es gibt eine hölzerne Empore auf zwei Stützen mit gerader Brüstung.
Der neugotische Altar aus der Bauzeit wurde im Jahre 1967 durch den Restaurator Lukas Arnold der Ältere stark verändert und mit einem Kruzifix von Arnold ergänzt. Am Karsamstag des Jahres 2009 wurde dieses Kruzifix durch den Kirchenrestaurator Lukas Arnold der Jüngste fachkundig entfernt. In zwei Schritten erfolgte in den Jahren 2009 und 2010 eine Neugestaltung des Altarraumes. Ein Glaskunstwerk des Kärntner Künstlers Valentin Oman in Kooperation mit der Glas-Werkstatt sanktmauritius bildet seit Weihnachten 2009 das neue Altarbild. Ein neuer Altartisch wurde im Juni 2010 in der Apsis aufgestellt. Die offizielle Präsentation der Neugestaltung erfolgte im Rahmen des Gemeindefestes am 20. Juni 2010.
Drei Glocken wurden im Jahre 1866 von Albert Samassa in Laibach gegossen. Die kleinste (85 cm Durchmesser und 375 kg) läutet noch heute. Die mittlere (570 kg) und die große (1130 kg) wurden um August 1916 abgenommen, um als Metall im Krieg Verwendung zu finden. 1926 wurde eine zweite Glocke zum Gedenken an die im Krieg Gefallenen angeschafft, sie musste 1940 abgenommen werden, um im 2. Weltkrieg eingeschmolzen zu werden. 2006 erst vervollständigen zwei neue Glocken das Geläut – in der Hoffnung, dass es nie wieder Krieg geben soll. Sie werden in Schärding von Fa.Perner gegossen. Die nun kleinste mit 77 cm Durchmesser und 280 kg Gewicht und die größte mit 102 cm Durchmesser und 650 kg. Am 31. Oktober 2006 läuten sie zum ersten Mal gemeinsam zum Gottesdienst.

## Orgel
Im Jahre 1987 baute der Orgelbauer Gerhard Schmid (Kaufbeuren) in das vorhandene neugotische Orgelgehäuse ein neues Orgelwerk. Es ersetzt ein pneumatisches Kegelladen-Instrument mit 16 Registern auf zwei Manualen und Pedal, das 1925 erbaut worden war. Die Schmid-Orgel hat 30 Register (1764 Pfeifen) auf drei Manualen und Pedal. Es wurden neun Register aus dem alten Orgelwerk wiederverwendet. Das Schleifladen-Instrument hat mechanische Trakturen. Die Orgel wurde  2014/5 vom slowenischen Orgelbauer Tomaž Močnik generalsaniert.
| I Hauptwerk C–g3 |       |
| Gedacktpommer    | 16′   |
| Prinzipal        | 8′    |
| Holzflöte        | 8′    |
| Oktave           | 4′    |
| Flöte            | 4′    |
| Quinte           | 2 ⁄3′ |
| Oktave           | 2′    |
| Mixtur IV        | 1 ⁄3′ |
| Trompete         | 8′    |

| II Rückpositiv C–g3 |    |
| Gedackt             | 8′ |
| Prinzipal           | 4′ |
| Kleinpommer         | 2′ |
| Oktave              | 1′ |
| Krummhorn           | 8′ |
| Tremulant           |    |

| III Schwellwerk C–g3 |        |
| Hohlflöte            | 8′     |
| Saliciona            | 8′     |
| Schwebung            | 8′     |
| Prinzipal            | 4′     |
| Nasat                | 2 ⁄3′  |
| Blockflöte           | 2′     |
| Terz                 | 1 3⁄5′ |
| Scharf III           | 1′     |
| Oboe                 | 8′     |
| Tremulant            |        |

| Pedalwerk C–f1 |        |
| Subbass        | 16′    |
| Oktavbass      | 8′     |
| Gedacktbass    | 8′     |
| Großterz       | 6 2⁄5′ |
| Choralbass     | 4′     |
| Prinzipal      | 2′     |
| Posaune        | 16′    |

## Pfarrer
- Erich Pechel (1933–1954 Pfarrer an der Johanneskirche)